# The Music of Grand Theft Auto V
The Music of Grand Theft Auto V – ścieżka dźwiękowa z gry Grand Theft Auto V została wydana 24 września 2013 roku.

## Wydanie
| AllMusic             | [ 1 ] |
| Consequence of Sound | C+    |
| The Guardian         | [ 3 ] |

Ścieżka dźwiękowa została wydana 24 września 2013 roku przez Rockstar Games. Utwór „Welcome to Los Santos” rapera o pseudonimie Oh No otwiera album, a kończy go „Mirror Maru” Cashmere’a Cata. W 2014 roku ścieżka dźwiękowa została wydana również w wersji Limited Edition CD Collection i w wersji nagranej na płytach gramofonowych w nakładzie pięciu tysięcy egzemplarzy.

## Lista utworów
Źródło: Oficjalna strona Rockstar Games
| Nr                       | Tytuł                                                                  |                          |
| Volume 1: Original Music | Volume 1: Original Music                                               | Volume 1: Original Music |
| ------------------------ | ---------------------------------------------------------------------- | ------------------------ |
| 1                        | „Welcome to Los Santos” (Oh No)                                        |                          |
| 2                        | „Smokin' and Ridin” (BJ the Chicago Kid feat. Freddie Gibbs & Problem) |                          |
| 3                        | „Old Love / New Love” (Twin Shadow)                                    |                          |
| 4                        | „Change of Coast” (Neon Indian)                                        |                          |
| 5                        | „Nine Is God” (Wavves)                                                 |                          |
| 6                        | „Bassheads" (Gangrene)                                                 |                          |
| 7                        | „Stonecutters” (Flying Lotus)                                          |                          |
| 8                        | „High Pressure Dave” (Health)                                          |                          |
| 9                        | „What’s Next?” (Off!)                                                  |                          |
| 10                       | „Garbage” (Tyler, the Creator)                                         |                          |
| 11                       | „Nowhere to Go” (Nite Jewel)                                           |                          |
| 12                       | „R – Cali” (A$AP Rocky)                                                |                          |
| 13                       | „Colours” (Age of Consent)                                             |                          |
| 14                       | „Hold Up” (Marion Band$ feat. Nipsey Hussle)                           |                          |
| 15                       | „Life of a Mack” (100s)                                                |                          |
| 16                       | „The Set Up” (Favored Nations)                                         |                          |
| 17                       | „Don’t Come Close” (Yeasayer)                                          |                          |
| 18                       | „Sleepwalking” (The Chain Gang of 1974)                                |                          |
| Volume 2: The Score      |                                                                        |                          |
| 1                        | „We Were Set Up”                                                       |                          |
| 1                        | „A Legitimate Business Man”                                            |                          |
| 3                        | „A Haze of Patriotic Fervor”                                           |                          |
| 4                        | „Los Santos at Night”                                                  |                          |
| 5                        | „North Yankton Memories”                                               |                          |
| 6                        | „The Grip”                                                             |                          |
| 7                        | „Mr. Trevor Philips”                                                   |                          |
| 8                        | „A Bit of an Awkward Situation”                                        |                          |
| 9                        | „No Happy Endings”                                                     |                          |
| 10                       | „His Mentor”                                                           |                          |
| 11                       | „(Sounds Kind of) Fruity”                                              |                          |
| 12                       | „Minor Turbulence”                                                     |                          |
| 13                       | „Chop the Dog”                                                         |                          |
| 14                       | „A Lonely Man”                                                         |                          |
| 15                       | „You Forget a Thousand Things”                                         |                          |
| 16                       | „Impotent Rage / Am I Being Clear Now?”                                |                          |
| 17                       | „Fresh Meat”                                                           |                          |
| 18                       | „Therapy and Other Hobbies”                                            |                          |
| 19                       | „Rich Man’s Plaything”                                                 |                          |
| 20                       | „The Agency Heist”                                                     |                          |
| 21                       | „Hillbilly Crank Dealers’ Blues”                                       |                          |
| 22                       | „Welcome to Los Santos (Outro)”                                        |                          |
| Volume 3: The Soundtrack |                                                                        |                          |
| 1                        | „The Kill” (Flying Lotus feat. Niki Randa)                             |                          |
| 2                        | „I Am a Madman” (Lee „Scratch” Perry)                                  |                          |
| 3                        | „Jasmine” (Jai Paul)                                                   |                          |
| 4                        | „I Get Lifted” (George McCrae)                                         |                          |
| 5                        | „What You Wanna Do” (Kausion)                                          |                          |
| 6                        | „Can’t Hardly Stand It" (Charlie Feathers)                             |                          |
| 7                        | „Life of Crime” (The Weirdos)                                          |                          |
| 8                        | „Es Toy” (Mexican Institute of Sound)                                  |                          |
| 9                        | „Gabriel (Soulwax Mix)” (Joe Goddard feat. Valentina)                  |                          |
| 10                       | „I’d Rather Be With You” (Bootsy Collins)                              |                          |
| 11                       | „Hollywood Nights” (Bob Seger)                                         |                          |
| 12                       | „From Nowhere” (Baardsen Remix) (Dan Croll)                            |                          |
| 13                       | „Say That Then” (Problem feat. Glasses Malone)                         |                          |
| 14                       | „I Ain’t Living Long Like This” (Waylon Jennings)                      |                          |
| 15                       | „Nobody Move, Nobody Get Hurt” (Yellowman)                             |                          |
| 16                       | „All the Things She Said” (Simple Minds)                               |                          |
| 17                       | „Harm in Change” (Toro y Moi)                                          |                          |
| 18                       | „This Mystic Decade” (Hot Snakes)                                      |                          |
| 19                       | „Mirror Maru” (Cashmere Cat)                                           |                          |